# Centrale nationale des travailleurs (Paraguay)
La Central Nacional de Trabajadores (CNT - Centrale nationale des travailleurs) est une confédération syndicale paraguayenne fondée en 1963 Sous le nom de Centrale chrétienne des travailleurs avant de changer de nom en 1978. Elle est affiliée à la Confédération syndicale internationale et à la Confédération syndicale des travailleurs et travailleuses des Amériques.